# Glenea cinna
Glenea cinna is een keversoort uit de familie van de boktorren (Cerambycidae). De wetenschappelijke naam van de soort werd voor het eerst geldig gepubliceerd in 1867 door Francis Polkinghorne Pascoe.